# Unterseeboot UB-34
Pour les autres navires du même nom, voir Unterseeboot 34.
L'Unterseeboot UB-34 est un sous-marin (U-Boot) allemand de type UB II utilisé par la Kaiserliche Marine pendant la Première Guerre mondiale. Le sous-marin a été commandé le 22 juillet 1915 et lancé le 5 décembre 1915. Il a été mis en service dans la marine impériale allemande le 10 juin 1916.
En 21 patrouilles, l'UB-34 a coulé 31 navires. Parmi eux, le SS Hurstwood, de William Cory and Son que l'UB-34 torpilla et coula dans la mer du Nord au large de Whitby le 5 février 1917.
Vers la fin de la guerre, le sous-marin a servi dans la flottille d’entraînement. Il s’est rendu le 26 novembre 1918, conformément aux exigences de l’armistice avec l’Allemagne. L'UB-34 a été démantelé à Canning Town en 1922.

## Conception
Sous-marin de type UB II, l'UB-34 avait un déplacement de 274 tonnes en surface et de 303 tonnes en immersion. Il avait une longueur hors tout de 36,90 m, une largeur de 4,37 m et un tirant d'eau de 3,69 m. Le sous-marin était propulsé par deux moteurs Diesel Benz à six cylindres à quatre temps produisant 270 chevaux (200 kW), deux moteurs électriques Siemens-Schuckert produisant 280 chevaux (210 kW) et un arbre d'hélice. Il était capable d’opérer à une profondeur allant jusqu’à 50 mètres.
La vitesse maximale du sous-marin était de 9,06 nœuds (16,78 km/h) en surface et de 5,71 nœuds (10,57 km/h) en immersion. Lorsqu’il était en surface, il pouvait parcourir 7030 milles marins (13020 km) à 5 nœuds (9,3 km/h), et en immersion, 45 milles marins (83 km) à 4 nœuds (7,4 km/h). L'UB-34 était armé de deux tubes lance-torpilles de 500 mm à l’avant, de quatre torpilles et d’un canon de pont SK L/30 de 88 mm. Il avait un effectif de vingt-et-un membres d’équipage et deux officiers, et un temps de plongée de 42 secondes.

## Affectations
- Flottille I : du 27 juillet 1916 au 1er février 1917
- IIe flottille : du 1er février au 10 septembre 1917
- Flottille V : du 10 septembre 1917 au 3 mai 1918
- Flottille I : du 3 mai au 9 septembre 1918
- Flottilles des Flandres : du 9 septembre au 6 octobre 1918
- Flottille d’entraînement : du 6 octobre au 11 novembre 1918[5]

## Commandants
- Oblt.z.S. Theodor Schultz : du 10 juin 1916 au 16 mars 1917
- Oblt.z.S. Ludwig Schaafhausen : du 17 mars au 31 août 1917
- Oblt.z.S. Helmuth von Ruckteschell : du 1er septembre 1917 au 30 mars 1918
- Oblt.z.S. Erich Förste : du 31 mars au 8 septembre 1918
- Lt.z.S. Hans Illing : du 9 septembre au 6 octobre 1918

## Navires coulés
| Date              | Nom             | Nationalité    | Tonnage | Destin              |
| ----------------- | --------------- | -------------- | ------- | ------------------- |
| 21 octobre 1916   | Ull             | Norvège        | 1139    | Coulé               |
| 22 octobre 1916   | Effort          | United Kingdom | 159     | Coulé               |
| 23 octobre 1916   | Regina          | Norvège        | 823     | Coulé               |
| 26 octobre 1916   | Titan           | United Kingdom | 171     | Coulé               |
| 18 décembre 1916  | Arran           | United Kingdom | 176     | Coulé               |
| 19 décembre 1916  | Ansgar          | Norvège        | 926     | Coulé               |
| 19 décembre 1916  | Kornmo          | Norvège        | 591     | Coulé               |
| 19 décembre 1916  | Bretland        | Danemark       | 2025    | Capturé comme prise |
| 20 décembre 1916  | Eva             | Danemark       | 109     | Coulé               |
| 20 décembre 1916  | Mereddio        | Suède          | 1372    | Coulé               |
| 5 février 1917    | Hurstwood       | United Kingdom | 1229    | Coulé               |
| 6 février 1917    | Ferruccio       | Italie         | 2192    | Coulé               |
| 7 février 1917    | Corsican Prince | United Kingdom | 2776    | Coulé               |
| 7 février 1917    | Saint Ninian    | United Kingdom | 3026    | Coulé               |
| 25 avril 1917     | Este            | Danemark       | 1420    | Coulé               |
| 7 septembre 1917  | Grelfryda       | United Kingdom | 5136    | Endommagé           |
| 8 septembre 1917  | Aladdin         | Norvège        | 753     | Coulé               |
| 27 septembre 1917 | Greltoria       | United Kingdom | 5143    | Coulé               |
| 29 septembre 1917 | Bertha          | Pays-Bas       | 185     | Capturé comme prise |
| 27 octobre 1917   | Lady Helen      | United Kingdom | 811     | Coulé               |
| 13 décembre 1917  | Bangarth        | United Kingdom | 1872    | Coulé               |
| 15 décembre 1917  | Dafni           | Grèce          | 1190    | Coulé               |
| 24 janvier 1918   | HMT Desire      | Royal Navy     | 135     | Coulé               |
| 24 janvier 1918   | X6              | United Kingdom | 160     | Coulé               |
| 24 janvier 1918   | X110            | United Kingdom | 160     | Coulé               |
| 25 janvier 1918   | Folmina         | Pays-Bas       | 1158    | Coulé               |
| 25 janvier 1918   | Humber          | United Kingdom | 280     | Coulé               |
| 26 janvier 1918   | Hartley         | United Kingdom | 1150    | Coulé               |
| 26 janvier 1918   | Athos           | Norvège        | 1708    | Coulé               |
| 9 mars 1918       | Randelsborg     | Danemark       | 1551    | Coulé               |
| 13 mars 1918      | Adine           | Norvège        | 2235    | Coulé               |
| 16 mars 1918      | Quintero        | Danemark       | 1611    | Coulé               |
| 21 avril 1918     | Lompoc          | United Kingdom | 7270    | Endommagé           |
| 10 juin 1918      | Lowtyne         | United Kingdom | 3231    | Coulé               |
| 22 septembre 1918 | HMT Elise       | Royal Navy     | 239     | Coulé               |